# Фридрих фон Нидергунделфинген
Фридрих фон Нидергунделфинген (на немски: Friedrich, Herr zu Niedergundelfingen; † между 9 ноември 1411 и 2 ноември 1412) от швабската фамилия Гунделфинген на Дунав, e господар на Нидергунделфинген (Долен Гунделфинген), днес част от Мюнсинген във Вюртемберг.

## Произход
Той е син на Свигер X фон Гунделфинген († 6 март 1384) и втората му съпруга Агнес фон Цолерн-Шалксбург († 1398), дъщеря на граф Фридрих III фон Цолерн-Шалксбург († 1378) и София фон Шлюселберг († 1361). Внук е на Конрад фон Гунделфинген „Млади“ († сл. 1324) и дъщерята на Дегенхард фон Гунделфинген-Хеленщайн († сл. 1293) и графиня Агнес фон Дилинген († сл. 1258). Праправнук е на Свигер фон Гунделфинген „Дългия“ († сл. 1307) и Мехтилд фон Лупфен († 5 януари). Роднина е на Хартман фон Дилинген († 1286), епископ на Аугсбург (1248 – 1286), на Дегенхард фон Гунделфинген-Хеленщайн († 1307), епископ на Аугсбург (1303 – 1307), и Андреас фон Гунделфинген († 1313), епископ на Вюрцбург (1303 – 1313).
Сестра му Еуфемия (Офемия) фон Гунделфинген († 1406) е омъжена пр. 1382 г. за омъжена пр. 1382 г. за Ханс фон Клингенберг, фогт фон Радолфцел († 1388). По-малък полубрат е на рицар Свигер фон Гунделфинген-Еренфелс († 1421) и на Елизабет фон Гунделфинген († 1342), омъжена ок. 20 юни 1327 г. за Улрих III фон Абенсберг, фогт фон Рор († 1367).

## Фамилия
Фридрих фон Нидергунделфинген се жени пр. 11 януари 1403 г. за Агнес фон Еберщайн († 2 ноември 1412), дъщеря на граф Вилхелм II фон Еберщайн († 1385) и Маргарета фон Ербах-Ербах († 1395). Те имат две дъщери:
- Маргарета фон Гунделфинген († сл. 1454), омъжена за Георг I фон Геролдсек-Зулц († между 24 февруари 1451 – 4 юни 1453), син на Конрад I фон Геролдсек, господар на Зулц († 1417) и Анна фон Урзлинген († сл. 1424)
- Урсула фон Гунделфинген († сл. 28 януари 1458), омъжена пр. 1430 г. за Антон (Тенге) фон Хатщат, господар цу Вайер († 26 февруари 1443), син на Фридрих III фон Хатщат, фогт в Елзас, Зундгау, Брайзгау († 1404) и Жана де Ньофшател († сл. 1420).